# Nikolái Kruglov (biatleta, 1950)
Nikolái Konstantínovich Kruglov –en ruso, Николай Константинович Круглов– (Krasny Mys, 31 de enero de 1950) es un deportista soviético que compitió en biatlón. Su hijo Nikolái también compitió en biatlón.
Participó en los Juegos Olímpicos de Innsbruck 1976, obteniendo dos medallas de oro, en las pruebas individual y por relevos. Ganó ocho medallas en el Campeonato Mundial de Biatlón entre los años 1974 y 1979.

## Palmarés internacional
| Juegos Olímpicos   | Juegos Olímpicos      | Juegos Olímpicos  | Juegos Olímpicos |
| Año                | Lugar                 | Medalla           | Prueba           |
| ------------------ | --------------------- | ----------------- | ---------------- |
| 1976               | Innsbruck (Austria)   | Medalla de oro    | Individual       |
| 1976               | Innsbruck (Austria)   | Medalla de oro    | Relevos          |
| Campeonato Mundial |                       |                   |                  |
| Año                | Lugar                 | Medalla           | Prueba           |
| 1974               | Minsk (URSS)          | Medalla de oro    | Relevos          |
| 1975               | Anterselva (Italia)   | Medalla de oro    | Velocidad        |
| 1975               | Anterselva (Italia)   | Medalla de plata  | Individual       |
| 1975               | Anterselva (Italia)   | Medalla de plata  | Reelvos          |
| 1976               | Anterselva (Italia)   | Medalla de bronce | Velocidad        |
| 1977               | Lillehammer (Noruega) | Medalla de oro    | Relevos          |
| 1977               | Lillehammer (Noruega) | Medalla de plata  | Velocidad        |
| 1979               | Ruhpolding (RFA)      | Medalla de bronce | Relevos          |